# 德索托縣 (密西西比州)
是位於美國密西西比州西北角的一個縣，北鄰田納西州，西隔密西西比河與阿肯色州相望。面積1,287平方公里。根據美國2020年人口普查統計，共有人口185,314人。縣治赫爾南多 (Hernando)。
德索托縣成立於1836年2月9日。縣名是為紀念西班牙探險家德索托 (Hernando De Soto)而命名。